# سوزانا بونفیلیو
سوزانا بونفیلیو (انگلیسی: Susanna Bonfiglio؛ زادهٔ ۸ سپتامبر ۱۹۷۴) بازیکن زن بسکتبال اهل ایتالیا بود. وی در بازی‌های المپیک تابستانی ۱۹۹۶ شرکت کرده‌است.